# Мизяковская Слободка
Мизяковская Слободка (укр. Мізяківська Слобідка) — село в Калиновском районе Винницкой области Украины.
Расположено на реке Южный Буг.
Код КОАТУУ — 0521684806. Население по переписи 2001 года составляет 221 человек. Почтовый индекс — 22437. Телефонный код — 4333.
Занимает площадь 0,8 км².

## Адрес местного совета
22437, Винницкая область, Калиновский р-н, с. Мизяков, ул. Гагарина, 1